# Carte de la Terre sainte
La carte de la Terre sainte, en anglais : Map of the Holy Land, est une carte scientifique de 1858 sur la Palestine et Jérusalem, publiée par le cartographe néerlandais Charles William Meredith van de Velde.
Les relevés sont réalisés par Van de Velde lors de sa visite en Palestine, en 1851, où il effectue également divers dessins, peintures et une centaine d'aquarelles pour cartes postales. Après son voyage, il donne des conférences sur la Palestine à Genève et à Lausanne. Avec les cartes, Van de Velde publie un album de 100 lithographies de la région.
Van de Velde rencontre Titus Tobler, en Suisse, en 1855, où ils conviennent de réaliser une nouvelle carte de Jérusalem, en combinant les mesures de Tobler avec la carte imprécise des Royal Engineers, de 1840-1841. Tobler publie un mémoire de 26 pages pour accompagner la carte.
Cette carte est publiée en 1858 avant la Carte de la Terre Sainte qu'il publie plus tard. Van de Velde effectue le travail seul avec une boussole d'arpenteur de 7 pouces, sans théodolite (ce qui nécessite l'intervention de plusieurs personnes) et sans faire d'observations astronomiques (ce qui demande beaucoup de temps). Malgré cela, sa carte est considérée comme la plus précise réalisée à l'époque.
À son retour de voyage en Palestine, il a pu obtenir les données d'arpentage des Royal Engineers de 1840 et les utilise pour la production de ces cartes.
Étant donné les défauts connus du travail, Van de Velde utilise les données brutes des Royal Engineers pour construire sa carte, en croisant les données avec son travail ainsi qu'avec toutes les connaissances géographiques et cartographiques antérieurement connues.
Yehoshua Ben-Arieh a déclaré que « L'écriture de Ritter et la carte de van de Velde peuvent être considérées ensemble comme le couronnement de cinquante années d'exploration et de recherche dans la géographie de la Palestine ».
Faehndrich écrit : « La carte de van de Velde représentait l'ensemble des connaissances géographiques occidentales sur la Palestine, compilées de manière critique, puis vérifiées sur place et complétées par ses propres mesures et sa propre expérience (physique), y compris les difficultés nécessaires pour réaliser une carte scientifique. ».
4 409 exemplaires des cartes régionales et 612 exemplaires de la carte de Jérusalem ont été vendus entre 1858 et 1877.

### Source de la traduction
- (en) Cet article est partiellement ou en totalité issu de l’article de Wikipédia en anglais intitulé « 1858 van de Velde maps of Palestine and Jerusalem » (voir la liste des auteurs).